# Adam Kamieński

Herb Ślepowron, którym pieczętował się Adam Kamieński

Adam Kamieński-Dłużyk lub Dłużek (ur. ok. 1635, zm. ok. 1676) – podróżnik i pamiętnikarz XVII-wieczny, autor najstarszego opisu Syberii w języku polskim.

## Życiorys
Urodził się w rodzinie szlacheckiej herbu Ślepowron o litewskich korzeniach na terenie Białorusi. Służył w wojsku litewskim pod dowództwem hetmana wielkiego litewskiego Pawła Jana Sapiehy. Brał udział w wielu bitwach i potyczkach w czasie wojen polsko-rosyjskich w latach 1654-1667. W 1660 został wzięty do niewoli przez wojska rosyjskie nad rz. Banią, skąd wysłano go wraz z innymi jeńcami do Mohylowa, a później do Moskwy. Tam, według zapisu znajdującego się w dokumentach "Sibirskogo prikaza", Kamieński został skierowany do przymusowej służby wojskowej w Jakucku.
Wraz z innymi więźniami wędrował do Jakucka przez Tobolsk, Jenisejsk i Ust'-Kut. Do jakuckiej twierdzy dotarł 16 sierpnia 1662. Prawdopodobnie odbył 2-letnią służbę na Indygirce, Ałazeji i Kołymie. Dotarł między innymi w dorzecze rzeki Leny oraz nad Amur. W latach 1664–1668 pełnił funkcję nadzorcy jakuckiego więzienia. Miejsce zesłania opuścił latem 1668 na mocy postanowień rozejmu andruszowskiego. Uwolniony w październiku 1671 powrócił do Rzeczypospolitej wraz z poselstwem kierowanym przez Jana Krzysztofa Gnińskiego.

## Pamiętnik z Syberii
Po powrocie do kraju na prośbę Gnińskiego sporządził w 1672 relację ze swojego pobytu na zesłaniu, w której opisał Syberię pod względem etnograficznym oraz przyrodniczym. Swój pamiętnik zatytułował Dyaryusz więzienia moskiewskiego, miast i miejsc. Jest to pierwsza w historii polska relacja z pobytu na Syberii. Wspomnienia Kamieńskiego zostały odkryte dopiero w 1870 przez ks. Aleksandra Maryańskiego, który opublikował je w 1874 w zbiorowej publikacji zatytułowanej Warta, poświęconej ks. Franciszkowi Bażyńskiemu.